# استیسی کینن
اِستـِیسی کینـِن (انگلیسی: Staci Keanan؛ زادهٔ ۶ ژوئن ۱۹۷۵) یک هنرپیشه اهل ایالات متحده آمریکا است.
او در سال ۱۹۸۸ میلادی برندهٔ جایزه هنرمند جوان شد.
او در فیلم دوباره تو باری کرده‌است.